# Raimundo Sánchez
Raimundo Sánchez (Guanajuato, Guanajuato, 19 de enero de 1882 - Ciudad de México, 25 de junio de 1952) fue un lingüista y académico mexicano.

## Semblanza biográfica
Realizó sus estudios en una institución eclesiástica. Se trasladó a la Ciudad de México en donde ejerció la docencia impartiendo clases de lengua y literatura en la Escuela de Veradno de la Universidad Nacional de México y en las escuelas de bachillerato. Fue contemporáneo de Carlos González Peña, Miguel Salinas Alanís y Daniel Huacuja con quienes formó el grupo de gramáticos y académicos más importante de su tiempo en México.
El 8 de noviembre de 1939, fue nombrado miembro correspondiente de la Academia Mexicana de la Lengua. El 29 de abril de 1941, pronunció el discurso "Purismo y pureza de lenguaje". El 7 de marzo de 1952, fue designado miembro de número para ocupar la silla XIII, sin embargo, no logró tomar posesión de su puesto, pues murió el 25 de junio del mismo año en la Ciudad de México.

## Obras publicadas
- Recomendaciones suscritas sobre la enseñanza de lengua española, 1934.
- El amor de Lope de Vega en su magisterio y en el elemento social de su teatro, conferencia radiofónica, 1935.
- Relexiones sobre sinonimia, 1940.